# Cimarrons jamaicans de Sierra Leone
Els cimarrons jamaicans de Sierra Leone foren els membres d'un grup de 600 cimarrons jamaicans de Trelawny Town (una de les cinc poblacions cimarrons de Jamaica) que foren deportats pels britànics després de la Segona Guerra Cimarrón. Primer foren deportats a Nova Escòcia i després, d'allà a Sierra Leone.
Es van embarcar en el vaixell HMS Asia des de Jamaica i van arribar a Halifax el 31 de maig de 1800. Després, el 8 d'agost es van tornar a embarcar direcció a Sierra Leone, a on van arribar el 30 de setembre del mateix any.

## Deportació dels cimarrons a Nova Escòcia i Sierra Leone
Després de la rebel·lió contra el govern colonial britànic, el 1796 569 cimarrons jamaicans de Trelawny Town foren deportats a Nova Escòcia. El govern jamaicà, cansat de mantenir l'ordre, va decidir treure's de sobre el problema i els britànics van decidir enviar un grup de cimarrons a Halifax fins que rebessin noves instruccions de la metròpolis. Aquests cimarrons van ser enviats amb els comissionats Messrs Quarrell i Octerloney.
El 26 de juny de 1796 van embarcar a Port Royal en els vaixells Dover, Mary i Anne direcció a Halifax, a on van arribar el 21 de juliol. El Duc de Kent i el Comandant en Cap de l'Exèrcit Britànic d'Amèrica del Nord es van impressionar amb el port orgullós i les característiques dels cimarrons. Els britànics els van donar feina a la construcció de les noves fortificacions de Citadel Hill de Halifax. Sir John Wentworth, vicegovernador, creia que els cimarrons serien bons colons.
Els dos comissionats eren els responsables del crèdit de 25.000 lliures jamaicanes que els havien donat el govern de Jamaica. D'aquestes, se'n van gastar 3.000 per a comprar i construir la comunitat de Preston, de 20 km². A més el governador Wentworth els va garantir una subvenció anual de 240 lliures per a proveir-los d'instrucció religiosa i per a escolaritzar la comunitat. Després del primer hivern els cimarrons, que havien crescut en una cultura independent i no estaven impressionats amb les virtuts de l'agricultura, van esdevenir menys tolerants a les noves condicions en les que estaven vivint.

### Deportació a Sierra Leone i història posterior
Per això el govern britànic va decidir enviar els cimarrons a la nova colònia de Freetown, a l'actual Sierra Leone, a l'Àfrica Occidental, que havia estat establerta per negres pobres de Londres i lleialistes negres. Els cimarrons supervivents foren transportats a Freetown el 1800. Aquest exili a Àfrica no fou una transició fàcil pels cimarrons de Trelawney. "El 1841, el 90% dels cimarrons supervivents de Freetown van retornar a Jamaica per a treballar per plantadors jamaicans que necessitaven treballadors".

## Legat a Sierra Leone
Els cimarrons jamaicans encara són recordats en l'actualitat a Sierra Leone. Els que s'hi van assentar es van unir a la comunitat de criolls de Sierra Leone, que eren els descendents de diversos grups d'antics esclaus alliberats que foren enviats a Freetown entre 1792 i 1855. Així, alguns criolls (o krios) actuals encara reclamen que són descendents dels cimarrons. La congregació criolla de la St. John's Maroon Church que fou construïda pels cimarrons el 1820 al carrer principal de Freetown proclamen que ells descendeixen dels exiliats jamaicans.